# Mont Mulu
Le mont Mulu, en malais Gunung Mulu, est un massif montagneux situé dans l'État du Sarawak en Malaisie. Il est situé dans le parc national du Gunung Mulu, qui en tire son nom. C'est le deuxième point culminant du Sarawak après le mont Murud (2 423 m).

## Géologie
Le massif est composé de schistes du Paléocène et de l’Éocène ainsi que de grès.

## Histoire
La première ascension remonte à 1932 : sous la conduite de Tama Nilong, un chasseur local qui avait découvert une voie d'approche, Lord Shackleton et des étudiants de l'université d'Oxford atteignent le sommet.

## Ascension
Le mont Mulu est le but d'un itinéraire de trekking de trois à quatre journées.